# تفاعل ثقافي

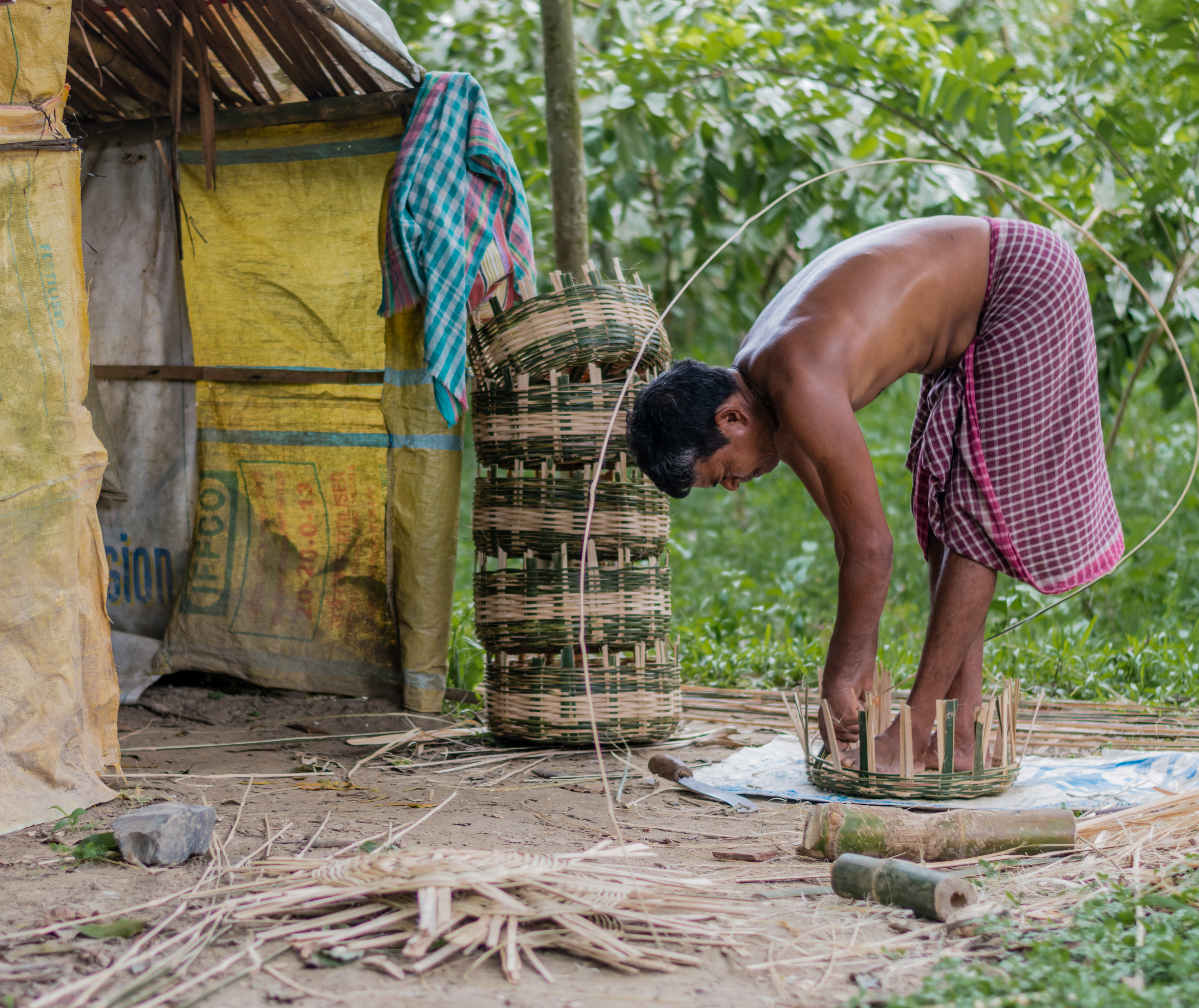

التفاعل الثقافي (بالإنجليزية: Interculturality)‏ هي عملية اتصال وتفاعل بين الأشخاص والجماعات، والتي من خلالها لا تستطيع أي من الجماعات أن تفرض سلطتها أو تعلو بقدرتها عن بقية الجماعات. ويُقصد به التعايش مع الثقافات الأجنبية واحترام التنوع الثقافي. ويتطلب هذا المنظور القدرة على ربط الثقافة الأجنبية بالثقافة الأصلية وتنمية الفضول تجاهها والتعاطف معها.